# NES Four Score
Le NES Four Score est un accessoire pour la console Nintendo Entertainment System créé par Nintendo. Il permet de connecter jusqu'à 4 manettes au lieu des deux habituelles, et donne accès aux jeux exploitant un gameplay multijoueur. Le Four Score est sorti en 1990.
Un bouton permet d'alterner entre les modes 2-joueurs et 4-joueurs, tandis qu'une touche turbo permet d'assigner l'auto-fire aux boutons A ou B. Il peut également être utilisé comme câble d'extension aux manettes de jeu.
Le NES Satellite est un produit similaire au Four Score, mais sa technologie sans-fil permet de jouer à une distance plus importante de la console

## Jeux compatibles
25 jeux sont compatibles avec cet accessoire.
- Championship Bowling (en)[3]
- Danny Sullivan's Indy Heat (en)
- Dynablaster (Bomberman II)[4]
- Four Players' Tennis (en) (Top Players' Tennis) [3],[5]
- Gauntlet II[3],[6],[7]
- Greg Norman's Golf Power (en)
- Harlem Globetrotters (en)[8]
- Kings of the Beach (en)[3]
- Magic Johnson's Fast Break (en)[9]
- Monster Truck Rally[10]
- M.U.L.E.[3]
- NES Play Action Football[3]
- Nightmare on Elm Street[3]
- Nintendo World Cup[11],[12]
- R.C. Pro-Am II
- Rackets & Rivals (en)
- Roundball: 2-on-2 Challenge (en)[13]
- Smash TV[14]
- Spot: The Video Game (en)[3]
- Super Jeopardy! (en)[15]
- Super Off Road[3],[11],[16]
- Super Spike V'Ball[3]
- Swords & Serpents[3],[17]